# Рацишув
Рацишув (пол. Raciszów, нім. Neu Sorge) — село в Польщі, у гміні Любша Бжезького повіту Опольського воєводства.
Населення — 97 осіб (2011).
У 1975-1998 роках село належало до Опольського воєводства.

## Демографія
Демографічна структура станом на 31 березня 2011 року:
|          | Загалом | Допрацездатний вік | Працездатний вік | Постпрацездатний вік |
| -------- | ------- | ------------------ | ---------------- | -------------------- |
| Чоловіки | 44      | 8                  | 33               | 3                    |
| Жінки    | 53      | 10                 | 27               | 16                   |
| Разом    | 97      | 18                 | 60               | 19                   |